# Hafenpark Islands Brygge
Der Hafenpark Islands Brygge (dänisch: Havneparken) ist ein öffentlicher Park direkt am Wasser im Stadtquartier Islands Brygge im Zentrum von Kopenhagen, Dänemark. Er ist einer der lebhaftesten und beliebtesten Orte am Kopenhagener Hafen. Er befindet sich in einem Gebiet früherer Hafendocks und bewahrt einige Merkmale aus der industriellen Vergangenheit des Gebietes, darunter stillgelegte Eisenbahngleise und einen zurückgelassenen Eisenbahnwagen, der als Ausstellungsraum genutzt wird, während ein auf den Kopf gestellter alter Schiffsrumpf als Musikbühne und -pavillon dient. Der Park ist auch Standort des Islands Brygge Kulturzentrums und des Islands Brygge Hafenbads.

## Geschichte
Die ersten Pläne, das Gebiet in einen Park umzuwandeln, wurden 1978 von Bürgerinitiativen ausgearbeitet. 1983–84 wurde dem für Islands Brygge zuständigen Stadtbezirksrat ein Gebiet von 1 Hektar südlich von Langebro zur Verfügung gestellt. Im Jahr 1995 wurde der Park um weitere 2,8 Hektar Uferfläche südlich des ursprünglichen Gebiets erweitert. Im Jahr 2002 wurde ein provisorisches Hafenbad gebaut und im folgenden Jahr durch ein größeres und dauerhaftes Hafenbad ersetzt.

## Funktionen

### Kulturzentrum Islands Brygge
Das Kulturzentrum Islands Brygge (dänisch: Islandsbrygge Kulturhus) ist ein kommunales Kunst- und Kulturzentrum mitten im Hafenpark. Es wurde im Jahr 2000 als Ersatz für ein früheres Kulturzentrum errichtet, das im Rahmen der Sanierung des nördlichsten Teils des Stadtquartiers Islands Brygge abgerissen wurde. Das Zentrum verfügt über ein Restaurant und organisiert eine Vielzahl kultureller Aktivitäten.

### Hafenbad Islands Brygge
Das Hafenbad Islands Brygge ist eine öffentliche Badeanlage und befindet sich vor dem nördlichen Teil des Parks im Wasser des Hafens. Es wurde 2003 nach dem Entwurf der Architekten Julien de Smedt und Bjarke Ingels erbaut und verfügt über insgesamt 5 Pools und eine Kapazität von 600 Personen. Es gibt zwei Becken für Kinder, zwei 50-Meter-Becken zum Schwimmen und ein Sprungbecken mit Drei- und Fünf-Meter-Sprungbrettern.

### Musikbühne „Pinen“
Die Musikbühne Pinen wird durch einen umgedrehten Schiffsrumpf gebildet, der auf mehreren Säulen ruht. Es handelt sich um den Rumpf der Ex-Limfjord-Fähre Pinen, Baujahr 1954. Sie verkehrte bis 1978 zwischen der Insel Mors und der Salling-Halbinsel, bis die Sallingsund-Brücke gebaut wurde. Die Pinen wurde 2011 nach 15 Jahren unterlassener Instandhaltung abgewrackt.

### In die Gestaltung einbezogene industrielle Relikte
Bei der Sanierung des Areals wurden industrielle Relikte erhalten und in die Gestaltung des Parks einbezogen, um an die Geschichte des Ortes zu erinnern und ein Gefühl für den Ort zu schaffen. Am Kai sind noch immer die stillgelegten Eisenbahnschienen zu sehen ebenso wie Mauerreste abgerissener Gebäude. In einem ausrangierten Eisenbahnwaggon befindet sich eine Ausstellung über die Geschichte des Viertels. Rostige Stahlprofile wurden zurückgelassen und dienen als Pergolen, an denen jetzt Heckenkirschen und Waldreben gezogen werden.

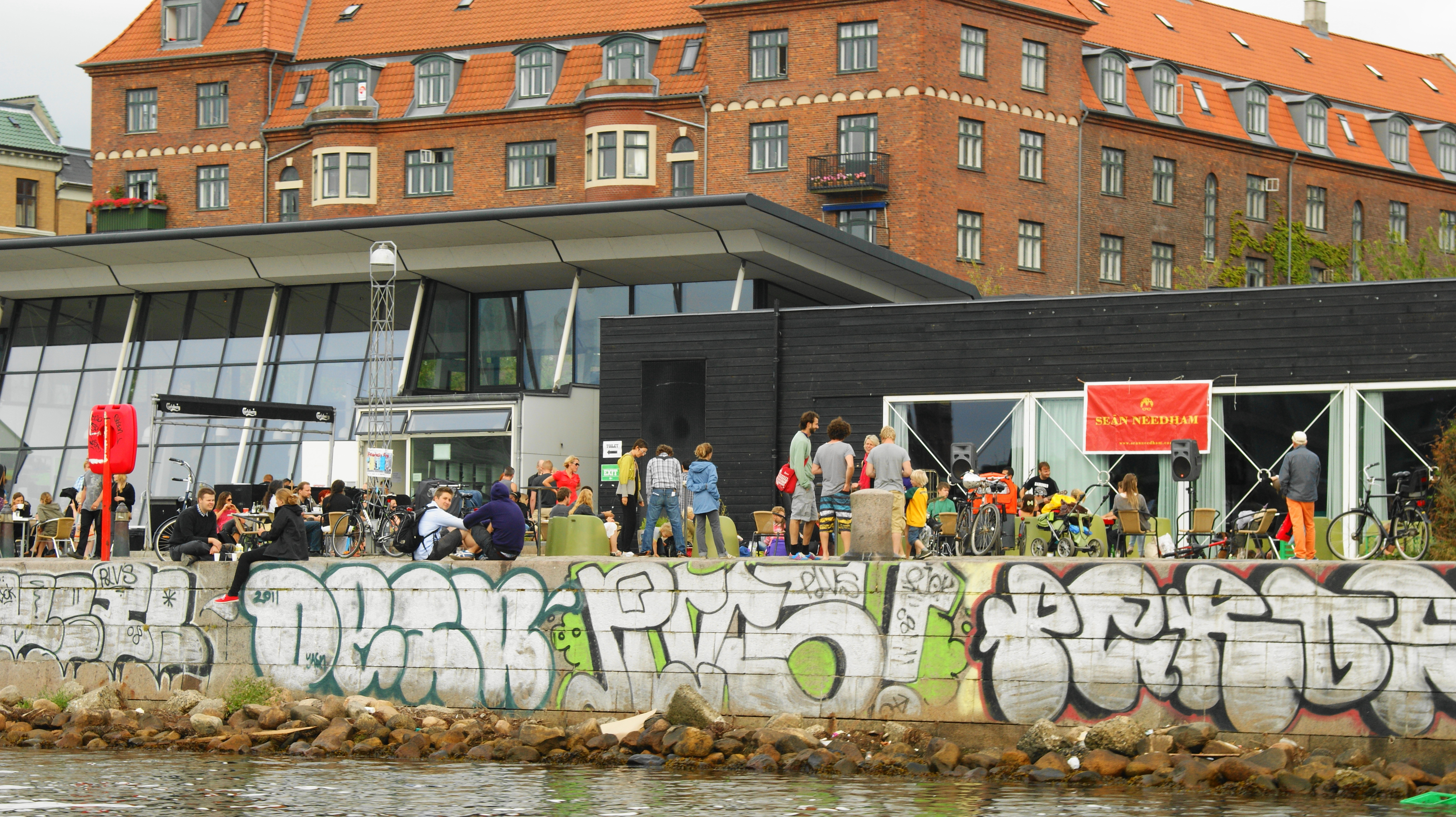
Partyatmosphäre am Kulturzentrum
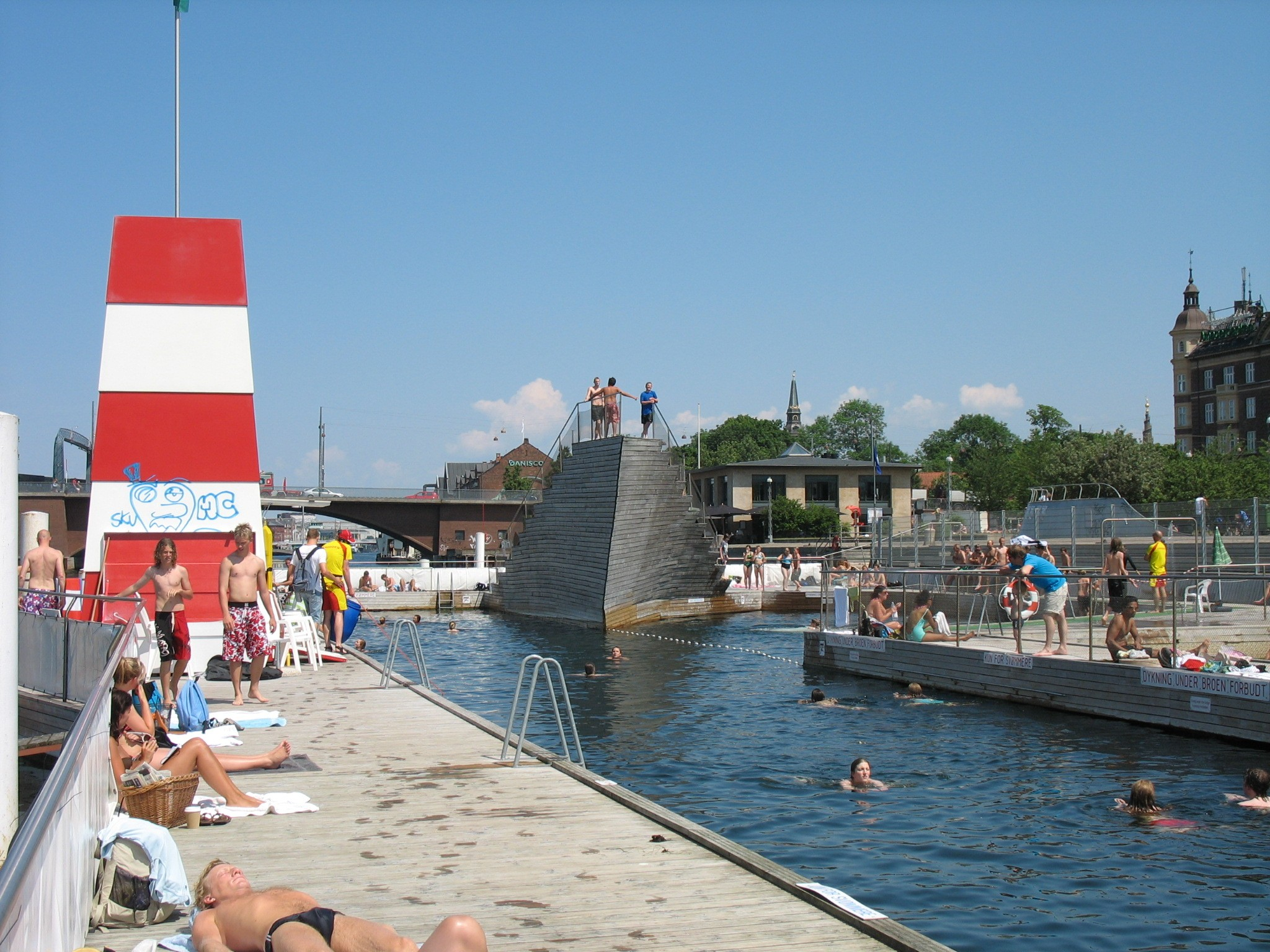
Hafenbad Islands Brygge
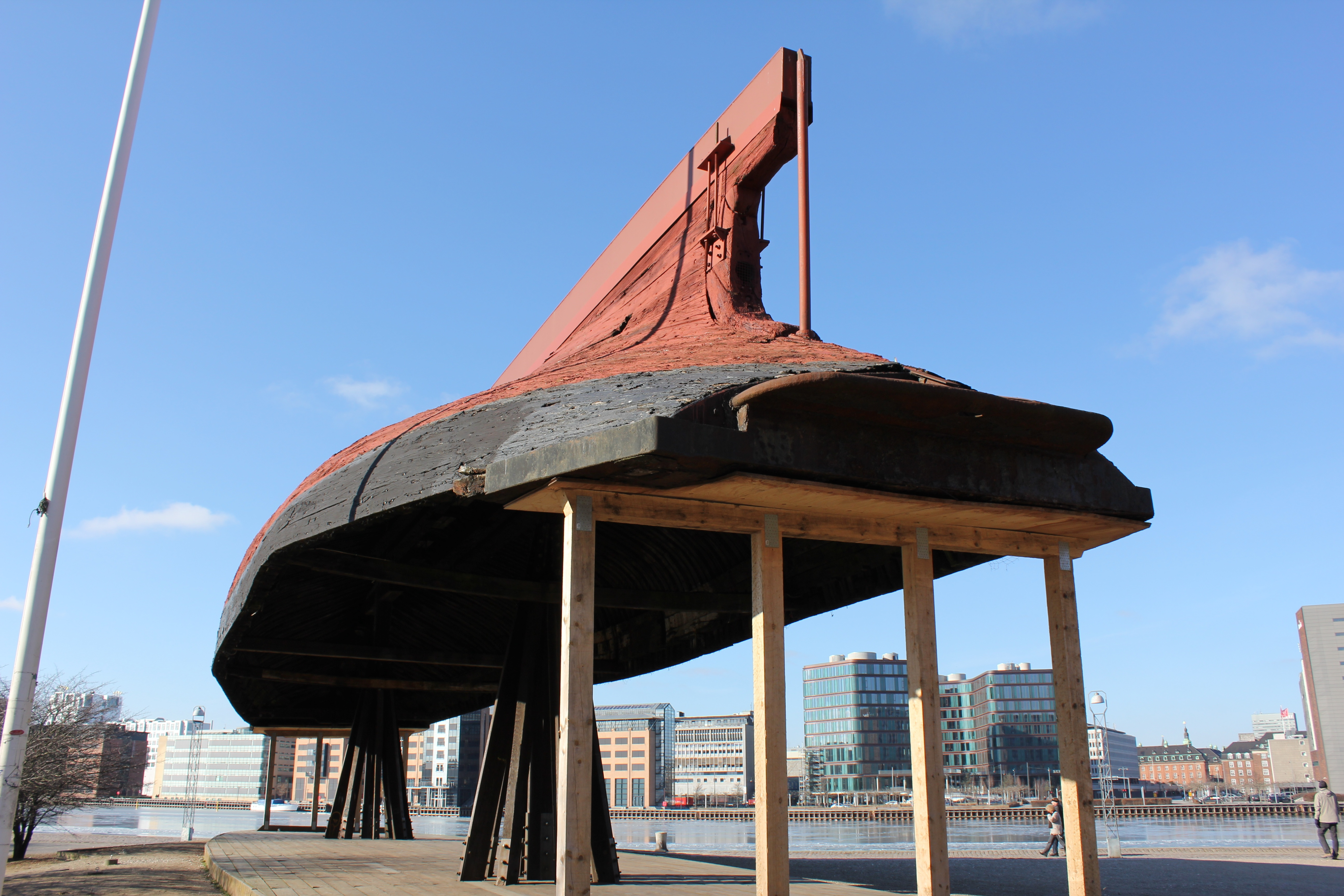
Musikbühne Pinen
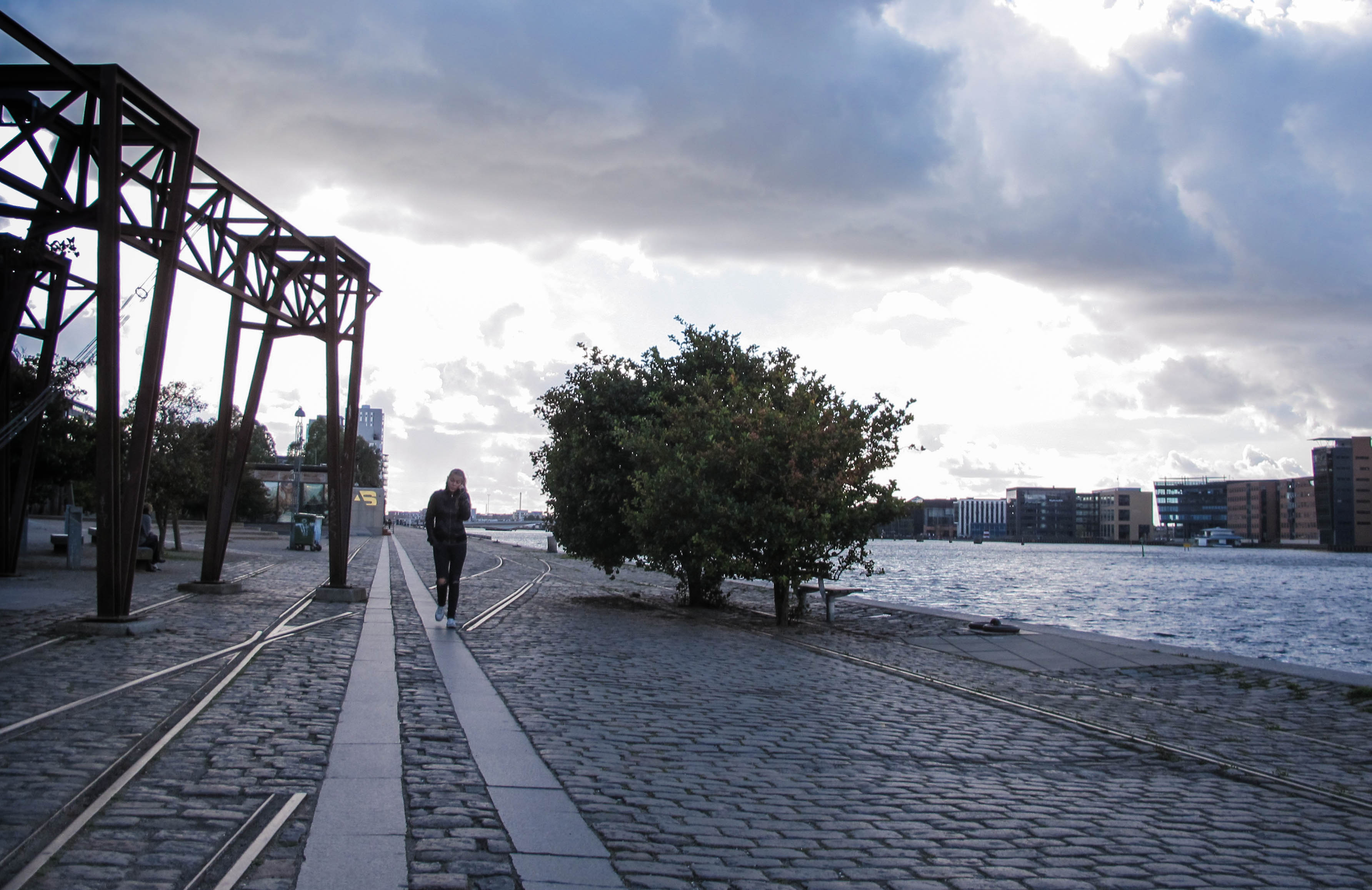
Eisenbahnschienen als industrielle Relikte
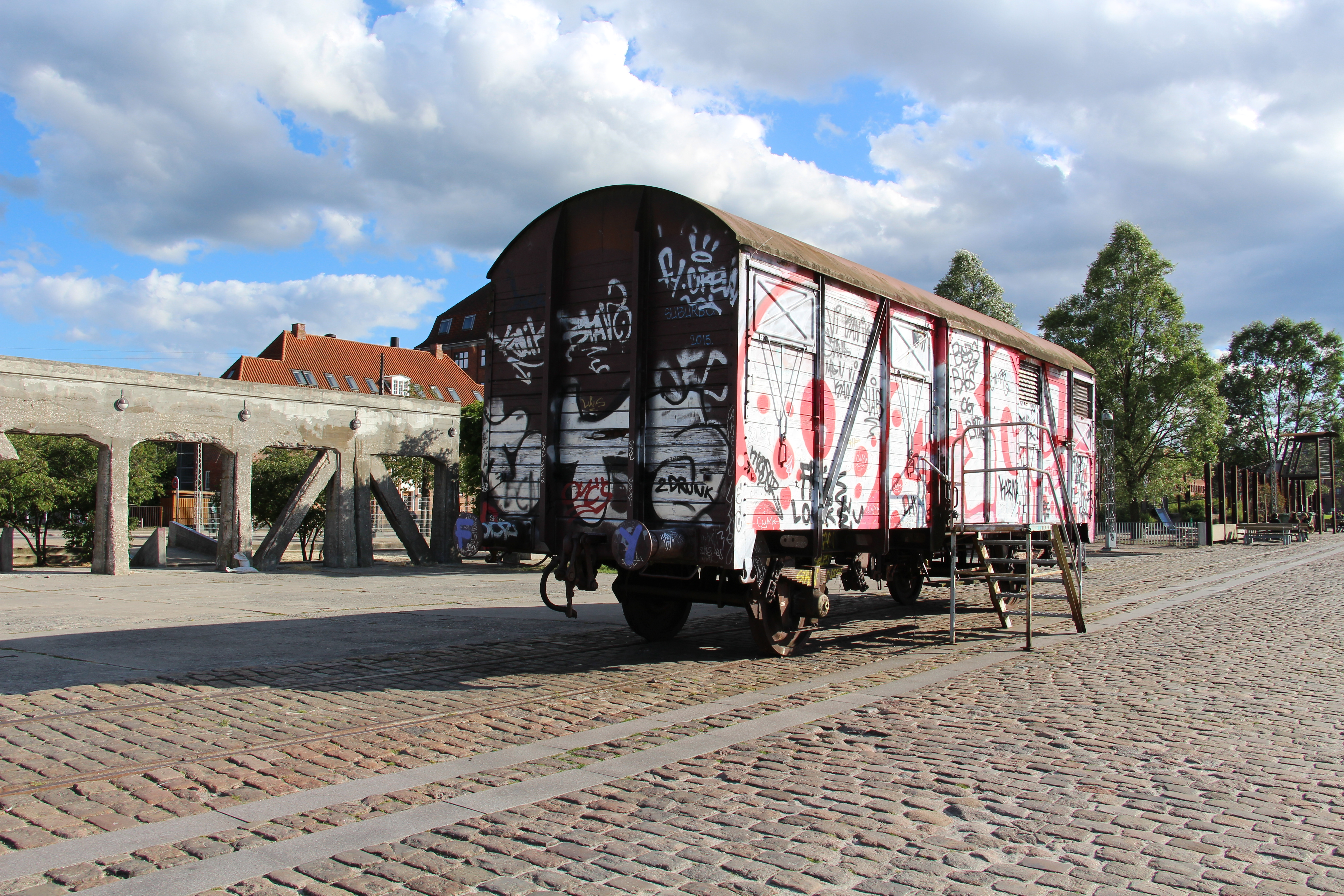
Eisenbahnwagen mit Ausstellung
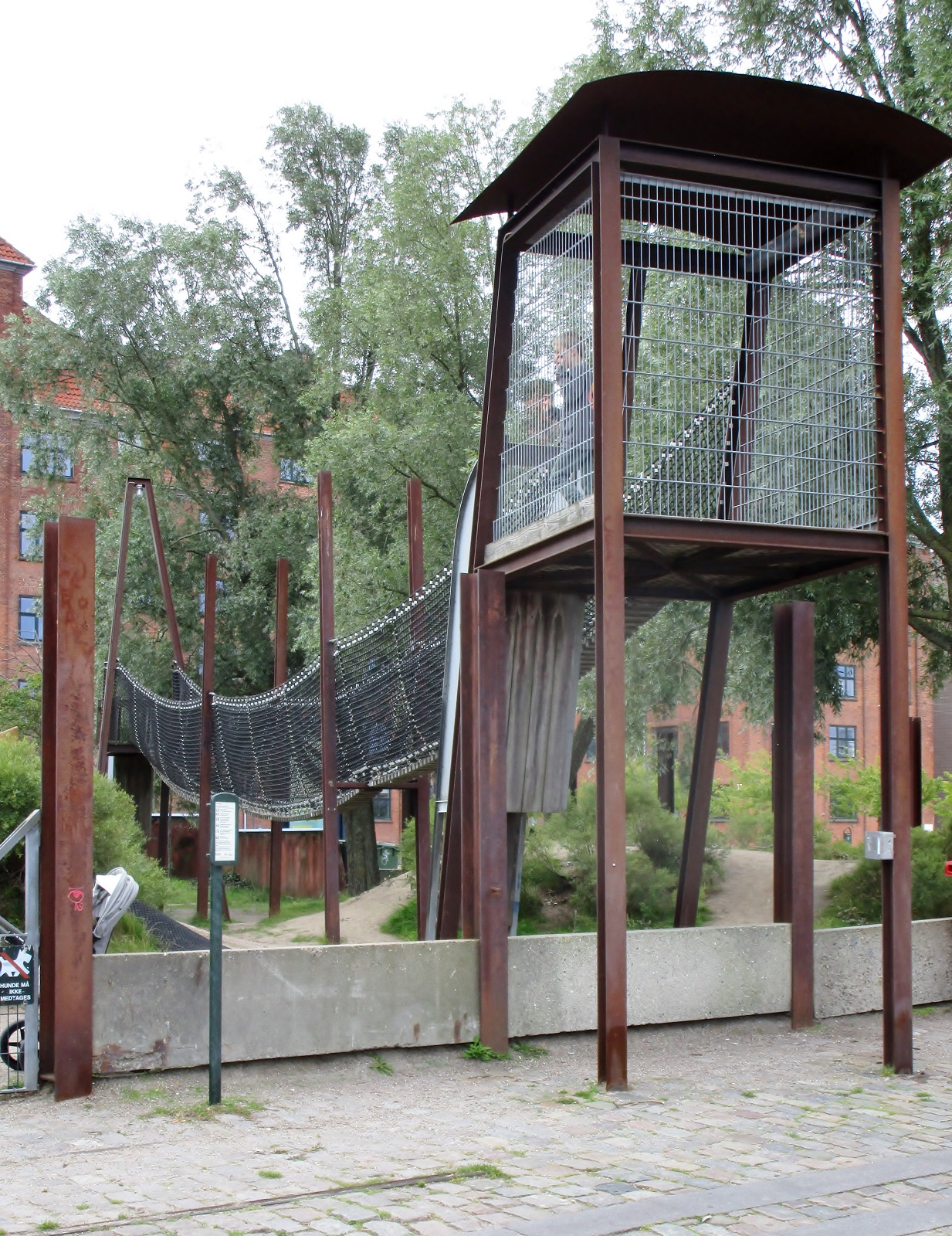
Spielplatz altindustriell gestaltet

## Aktivitäten
Havneparken ist einer der beliebtesten Orte in Kopenhagen, um gutes Wetter zu genießen, und der Kai dient Spaziergängern als Promenade.
Neben Schwimmen im Hafenbad macht der Park Angebote für eine Reihe weiterer Sportarten. Dazu gehören Einrichtungen für Kanupolo direkt neben dem Hafenbad sowie Skateboarden und Streetbasket (am Vestmanna Plads) sowie Beachvolleyball und Pétanque (am Halfdans Plads). Der Park verfügt außerdem über einen Spielplatz.
Der Park ist Schauplatz diverser Freiluftkonzerte, die entweder unter Nutzung der Musikbühne Pilen oder an anderen Stellen im Park stattfinden.